# Dzieci (film)
Dzieci (ang. The Children) – brytyjski horror z 2008 roku w reżyserii Toma Shanklanda. Zdjęcia kręcono w hrabstwie Warwickshire. Film zdobył specjalne wyróżnienie na festiwalu Fant-Asia w 2009 roku za reżyserię ról dziecięcych, był też nominowany w kategorii najlepszy film na festiwalu w Sitges w 2009 roku.

## Obsada
- Eva Birthistle jako Elaine
- Stephen Campbell Moore jako Jonah
- Hannah Tointon jako Casey
- Eva Sayer jako Miranda
- William Howes jako Paulie
- Rachel Shelley jako Chloe
- Jeremy Sheffield jako Robbie
- Raffiella Brooks jako Leah
- Jake Hathaway jako Nicky